# Marino Degano
 (juin 2025).
Motif : absence de sources centrées sur cet auteur
- Archive Wikiwix
- Bing
- Cairn
- DuckDuckGo
- E. Universalis
- Gallica
- Google
- G. Books
- G. News
- G. Scholar
- Persée
- Qwant
- (zh) Baidu
- (ru) Yandex
- (wd) trouver des œuvres sur Wikidata

| 1. | Préciser le motif de la pose du bandeau. | Précisez le motif de la pose du bandeau en utilisant la syntaxe suivante : {{admissibilité à vérifier\|date=juin 2025\|motif=remplacez ce texte par le motif}}                     |
| 2. | Informer les utilisateurs concernés.     | Pensez à avertir le créateur de l'article, par exemple, en insérant le code ci-dessous sur sa page de discussion : {{subst:avertissement admissibilité à vérifier\|Marino Degano}} |

Pour les articles homonymes, voir Degano.
Marino Degano est un auteur, dessinateur de presse et illustrateur italien né le 22 juin 1960 à Udine, dans le Frioul-Vénétie Julienne, en Italie.

## Biographie
Né en Italie, Marino Degano est arrivé en Allemagne à l'âge de deux ans. Il a grandi à Baden-Baden dans le sud de l'Allemagne, puis a fait ses études à l'École supérieure des arts décoratifs de Strasbourg.
Il publie son premier livre Pleins feux sur les dragons en 1986 aux éditions Glénat.
Il travaille comme illustrateur indépendant depuis 1985. Il est le créateur de la bande dessinée Cucaracha, publiée tous les mois dans Science et vie junior[Quand ?]. Il est l'auteur de dessins pour la presse européenne ainsi que de puzzles aux éditions Heye de Munich (Allemagne).
Il réside à Strasbourg et à Hambourg.

## Œuvres
- Pleins feux sur les dragons, Glénat, 1986  (ISBN 2-7234-0586-9) (BNF 34940245)
- Patata la petite speakrine ; (suivi de) La Petite étoile tombée du ciel, texte de Jean-Pierre Fily, Lito, 1986  (ISBN 2-244-01086-4)
- Histoires comme ça, adapté de Rudyard Kipling, traduit par Denise May, Lito, 1987  (ISBN 9782244468068)
- 365 devinettes sur les personnages célèbres, texte de Dolorès Mora, Éd. Lito, 1988  (ISBN 2-244-47812-2)

- Historia Comica - Deux illustrations géantes (120×90 cm) reproduisant deux jeux de l'oie inversés de 200 cases chacun. Elles racontent de manière humoristique et dûment documenté, l'histoire de la Terre et de l'Homme, du Big Bang au début de notre ère (Opus2) et de l'an 1 à nos jours (Opus1). Le premier opus a été réalisé en 1999 pour le passage du millénaire, le second a été réalisé 10 ans plus tard. Ces deux images sont publiées sous forme de puzzles de 4 000 pièces aux éditions HEYE de Munich (Allemagne)[3].